# Gotō Konzan

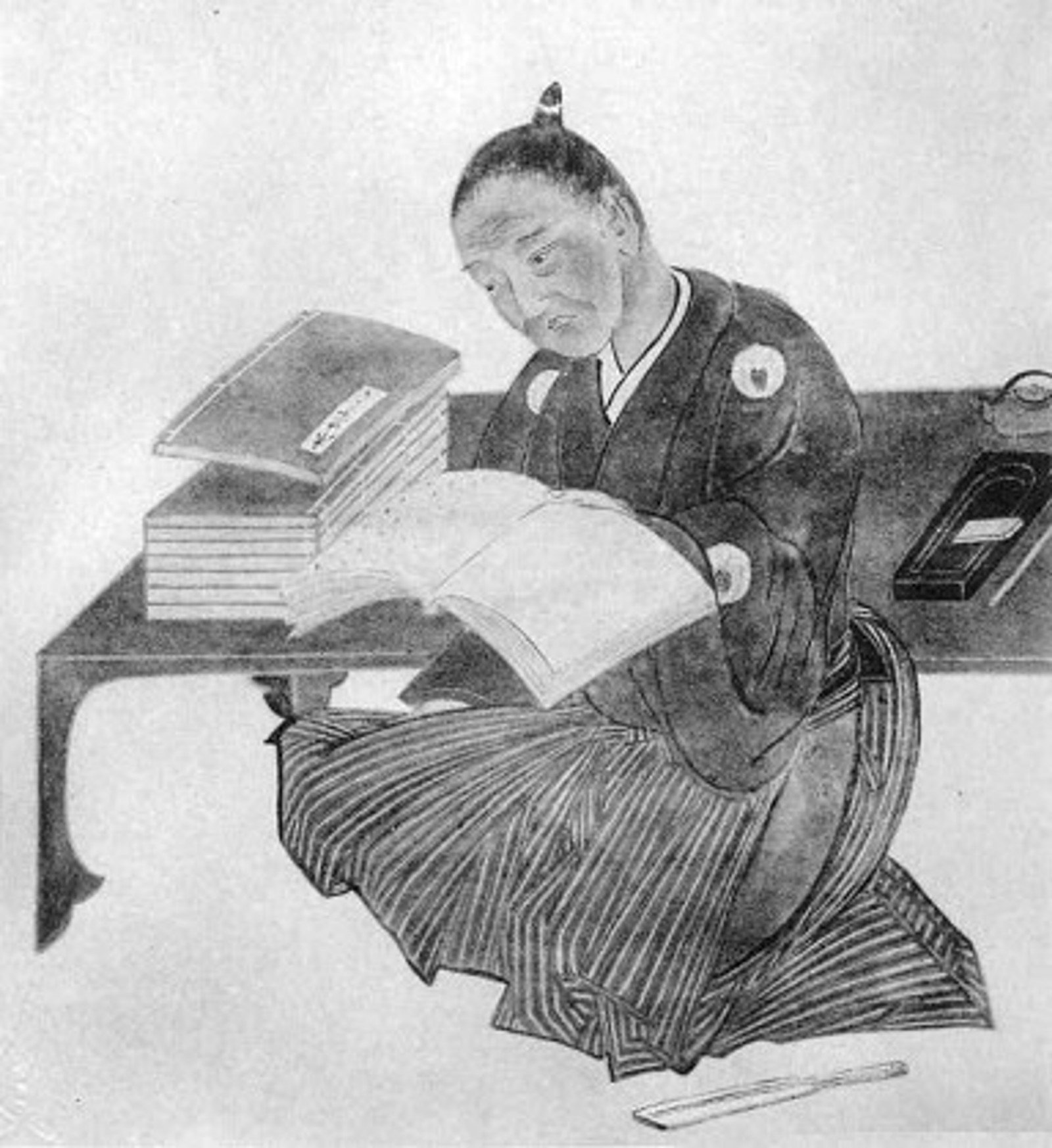
Gotō Konzan

Gotō Konzan (japanisch 後藤 艮山; geboren 9. September 1659 in Edo (Provinz Musashi); gestorben 25. Oktober 1733 in der Provinz Ōmi) war ein japanischer Arzt und Pionier der Kohō-Schule, die in der Mitte der Edo-Zeit aufkam.

## Leben und Wirken
Gotō Konzan führte den Namen Tatsu (達), den Spitznamen Arinari (有成), seine „Gō“ war Yoan (養庵), er wurde gewöhnlich Sa’ichirō (左一郎) gerufen. Er liebte schon früh die Wissenschaft und studierte die Lehre des Konfuzius unter Hayashi Hōkō (林 鳳岡; 1645–1732), Medizin unter Makimura Bokuju (牧村 卜寿).
Im Alter von 27 Jahren zog Gotō nach Kyōto, ließ sich im Stadtteil Muromachi (室町), westlich des Tempels Shōkoku-ji nieder. Er änderte seinen Namen in Yōtatsu (養達) und eröffnete seine eigene Praxis. Später zog er in die Kanō-Straße (狩野街), wo er sein Gō in Yōan (養庵) änderte, dann in die Ogi-machi (正親町) vor dem Verbotenen Tor (禁門, Kimmon), wo er den Rest seines Lebens verbrachte.
Im Jahr 1733 starb Gotō während einer Reise zum Berg Ibuki (伊吹山) in der Provinz Ōmi an einer Erkrankung der Speiseröhre, von der man annimmt, dass es sich um eine Art Magen- oder Verengung der Speiseröhre oder Krebs handelte. Sein Grab befindet sich auf dem Friedhof am Fumon-in (普門院), an einem Zweigtempel des Rendai-ji (蓮台寺) im Bezirk Kita-ku (北区) von Kyōto.
Gotō hatte mehr als 200 Schüler, von denen Yamawaki Tōyō (1706–1762), Akazaki Teikan (赤崎 貞幹; 1739–1802) und Kagawa Shūtoku (香川 修徳; 1683–1745) die bekanntesten sind. Er vertrat die Theorie „Ikki ryūtai setsu“ (一気留滞説), eine Theorie, die besagt, dass alle Krankheiten aus einer einzigen Stagnation entstehen und dass „Junki“ (順気) – etwa „Folge dem Qi“ der Eckpfeiler der Behandlung sein sollte. Damit hat er sich in der Geschichte der japanischen Medizin mit seiner Theorie der Pathogenese verewigt, die auf das japanische Volk angewendet werden kann.
Obwohl Gotō als Begründer der Kohō-Schule gilt, beschränkte sich seine medizinische Praxis nicht auf den Umgang mit Typhus, sondern umfasste auch die Anwendung von Moxibustion, heißen Quellen und anderen Therapien. Gotō trug sein Haar in einem Dutt und trug einfache Kleidung, während die meisten konventionellen Ärzte wie Mönche gekleidet waren. Aus seinen Lehren entwickelte sich die Konzan-Schule, der viele Ärzte folgten.
Es gibt kaum Schriften von Gotō, und es wird angenommen, dass seine Schüler Werke wie „Shisetsu fudeki“ (師説筆記) und „Tōyō rakugo“ (東洋洛語) herausgegeben haben.